# Ornebius cibodas
Ornebius cibodas är en insektsart som beskrevs av Sigfrid Ingrisch 2006. Ornebius cibodas ingår i släktet Ornebius och familjen Mogoplistidae. Inga underarter finns listade i Catalogue of Life.